# بخش‌های دپارتمان رون
بخش‌های دپارتمان رون (انگلیسی: Arrondissements of the Rhône department) شامل 1 بخش به شرح زیر است:
1. بخش ویفران-سور-سون با ۲۲۱ کمون (فرانسه) می‌باشد.